# OLE Automation
Dans la programmation d'applications Microsoft Windows, OLE Automation (rebaptisé par la suite Automation par Microsoft, même si l'ancienne appellation demeure largement utilisée), est le mécanisme de communication inter-processus basé sur Component Object Model (COM).

## Description
La technologie OLE (Object Linking and Embedding), reposant sur l'architecture COM, permet à des logiciels de communiquer entre eux. L'automation quant à elle, est la technique qui permet de scripter des composants écrits dans un langage interprété en dehors d'un programme compilé.